# Chosrow (Zakariden)
Chosrow Zakarian oder Chosrow Mkhargrdzeli war ein Lehnsherr des 11. Jahrhunderts aus dem Hause der Pahlavuni, vom parthischen Familienzweig der Kamsarakan, welche wiederum aus dem Hause der Karen entstammte. Er ist der Begründer der Dynastie der Zakariden.

## Herkunft
Chosrow stammte vom kurdischen Babirakan-Stamm, der in Corduene ansässig war:

„Gemäss einer Tradition, die jedes Recht hat wahr zu sein, waren ihre Vorfahren mesopotamische Kurden des Stammes (xel) der Babirakan“

Nach der Christianisierung kam seine tiefere parthische Wurzel zum Vorschein, womit in den historischen Angaben sowohl kurdische, wie auch parthische Herkunftsangaben genannt werden. Die zwei unterschiedlichen Angaben über die Herkunft von Chosrow sind darauf zurückzuführen, dass durch die Christianisierung die parthische Herkunft wieder zum Vorschein treten konnte und an die Stelle des unter dem Islam prominentere Stellung genießenden Kurdischen tritt. Damit sind die zwei Behauptungen, dass Chosrow kurdischen oder aber parthischen Ursprungs ist, im Kontext nicht widersprüchlich.